# 71. pehotna divizija (lahka)
71. pehotna divizija (lahka) (izvirno angleško 71st Infantry Division (Light)) je bila pehotna divizija Kopenske vojske ZDA.

## Zgodovina
Divizija je bila ukinjena s preoblikovanjem v 71. pehotno divizijo.